# Az úrhatnám szolgáló
Az úrhatnám szolgáló (La serva padrona) Giovanni Battista Pergolesi kétfelvonásos operája, amelynek szövegkönyvét Gennaro Antonio Federico írta Jacopo Angello Nelli drámája nyomán. Ősbemutatójára 1733. augusztus 28-án a nápolyi Teatro San Bartolomeóban (a Teatro di San Carlo elődje) került sor.
Körülbelül 40 perces, két részben, nyitány nélkül, könnyed színpadi szórakozásként íródott Pergolesi A büszke rab című komoly operájának felvonásai között. Pontosabban, az ugyanabban az öltözőben játszódó két részt a háromfelvonásos opera szünetében játszották a helyükön maradt nézők szórakoztatására.
Federico librettóját szintén Giovanni Paisiello írta 1781-ben.

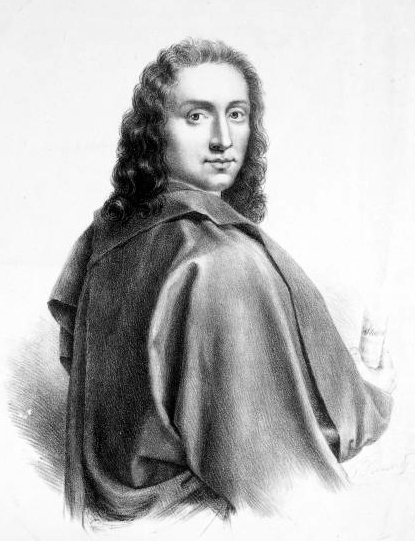
Giovanni Battista Pergolesi (Vincenzo Roscioni portréja)

## A mű története
Az úrhatnám szolgálót és a benne szereplő opera seriát 1733. szeptember 6-án mutatták be a Teatro San Bartolomeóban, az előző évi nápolyi földrengés utáni első előadások az összes színházat bezárták. Mindkettőt braunschweig-wolfenbütteli Erzsébet Krisztina német-római császárné születésnapjára írták néhány nappal korábban.
A büszke rab a maga korában sikertelen volt, de többször is színpadra állították a zeneszerző szülővárosában, Jesiben, és ott rögzítették 1997-ben, 1998-ban és 2009-ben, majd az utóbbi évben forgatták. Az úrhatnám szolgáló azonban azonnali sikert aratott, és önálló művé vált. A közönség vonzónak találta rokon karakterei miatt: ravasz szobalány és idősödő mester. Sokkal fontosabb, hogy az opera buffa műfajának mintájává, a barokk és a klasszikus korszakot áthidaló, lényegi darabbá vált. A francia változat egy új fináléval a hírhedt Buffonisták háborúja katalizátoraként szolgált.

## Szereplők
| Szerep                | Hangnem       |
| --------------------- | ------------- |
| Uberto, agglegény     | buffa basszus |
| Serpina, a szolgálója | szoprán       |
| Vespone, szolga       | néma szerep   |

## Az opera cselekménye
1. rész – Az öltözőben
Uberto, az idős legény dühös és türelmetlen szolgálólányára, Serpinára, mert ma nem hozta meg neki a csokit. Serpina annyira arrogáns lett, hogy azt hiszi, ő a háztartás úrnője. Valóban, amikor Uberto kalapját, parókáját és kabátját kéri, Serpina megtiltja neki, hogy elhagyja a házat, hozzátéve, hogy onnantól kezdve engedelmeskednie kell a parancsainak. Uberto ezután megparancsolja Vesponénak, hogy keressen neki egy nőt, akit feleségül vehet, hogy megszabaduljon Serpinától.
2. rész – Ugyanaz az öltöző
Serpina meggyőzi Vesponét, hogy csalja meg Ubertót, hogy vegye feleségül. Közli Ubertóval, hogy feleségül megy egy Tempesta nevű katonaemberhez. El fogja hagyni az otthonát, és bocsánatot kér a viselkedéséért. Megérkezik a Tempestának álcázott Vespone, aki szó nélkül 4000 koronát követel egy hozományért. Uberto nem hajlandó ekkora összeget fizetni. Tempesta megfenyegeti, hogy vagy kifizeti a hozományt, vagy feleségül veszi a lányt. Uberto beleegyezik, hogy feleségül veszi Serpinát. Serpina és Vespone felfedik trükkjüket; de Uberto rájön, hogy mindvégig szerette a lányt. Végül is összeházasodnak; és Serpina mostantól a család igazi úrnője lesz.